# 後藤広喜
後藤 広喜（ごとう ひろき、1945年 - ）は日本の漫画雑誌編集者。『週刊少年ジャンプ』の第4代編集長。

## 来歴
山形県鶴岡市出身。1970年に東京教育大学（現・筑波大学）を卒業して集英社に入社。『週刊少年ジャンプ』編集部へ配属され、「アストロ球団」（遠崎史朗・中島徳博）、「さわやか万太郎」（本宮ひろ志）、「ドーベルマン刑事」（武論尊・平松伸二）、「私立極道高校」（宮下あきら）、『キャッツ♥アイ』（北条司）などを担当。中島徳博の初代担当者として有名である。その後、副編集長を経て1986年から1993年までに週刊少年ジャンプ編集長を務め、生え抜き編集長第一号となった。
後に集英社取締役を経て、2002年9月、集英社の子会社である創美社（現・集英社クリエイティブ）に常務取締役として出向。後に同社の代表取締役に就任し、2012年退職。2018年3月、回顧録として『「少年ジャンプ」 黄金のキセキ』（ホーム社）を発表。

## 人物
- 初代担当者として中島徳博を見い出したことでも知られる。当時の漫画編集者の例に漏れず熱血派で、漫画の執筆を巡って中島を殴打したこともあったという。だが信頼は強く、後年、死期を悟った中島が最後に会いたがった人物でもあった。
- 平松伸二の初代担当でもあり、中島のアシスタントを勧めたのちジャンプで連載デビューさせている。平松の自伝的漫画「そしてボクは外道マンになる」では後藤をモデルにした権藤狂児なる編集者が登場する。
- 自身のジャンプ次期編集長として、候補とみられていた鳥嶋和彦ではなく鳥嶋の後輩の堀江信彦を指名した。この経緯は後藤の先代の編集長である西村繁男の「さらば、わが青春の『少年ジャンプ』」文庫版の加筆部分に書かれている。

## 著書
- 『「少年ジャンプ」 黄金のキセキ』（2018年、ホーム社） ISBN 978-4834253184